# Pseudosphex strigosa
Pseudosphex strigosa är en fjärilsart som beskrevs av Druce 1884. Pseudosphex strigosa ingår i släktet Pseudosphex och familjen björnspinnare. Inga underarter finns listade.